# Mexican National Welterweight Championship
O Campeonato Nacional Peso Welter, também referido como Mexican National Welterweight Championship é um título de wrestling profissional pertencente à promoção Consejo Mundial de Lucha Libre (CMLL). Criado em 17 de junho de 1934, ele esteve em posse da CMLL até 1992, quando foi transpassado à Asistencia Asesoría y Administración (AAA) que o possui até hoje.
Valiente é o atual campeão, desde 2009.